# پترووو سلو (کلادووو)
پترووو سلو (به صربی: Petrovo Selo) یک منطقهٔ مسکونی در صربستان است که در کلادووا واقع شده‌است. پترووو سلو ۶۴٫۸۴ کیلومتر مربع مساحت و ۷۹ نفر جمعیت دارد و ۴۱۳ متر بالاتر از سطح دریا واقع شده‌است.